# Октябрське (Зольський район)
Октябрське (рос. Октябрьское) — село у Зольському районі Кабардино-Балкарії Російської Федерації.
Орган місцевого самоврядування — сільське поселення Світловодське. Населення становить 667 осіб.

## Історія
Згідно із законом від 27 лютого 2005 року органом місцевого самоврядування є сільське поселення Світловодське.

## Населення
| 1979 | 2002 | 2010 |
| ---- | ---- | ---- |
| 592  | ↗677 | ↘667 |